# Saint-Loup (Allier)
Pour les articles homonymes, voir Saint-Loup.
Saint-Loup est une commune française, située dans le département de l'Allier en région Auvergne-Rhône-Alpes.

## Géographie
Saint-Loup est situé entre Moulins et Vichy.
La commune appartient à la communauté de communes Saint-Pourçain Sioule Limagne.

### Communes limitrophes
Ses communes limitrophes sont :
| La Ferté-Hauterive |                     | Saint-Gérand-de-Vaux |
| Contigny           | Saint-Loup          | Montoldre            |
|                    | Varennes-sur-Allier |                      |

### Transports
La commune est traversée par la route nationale 7 (liaison de Moulins à Roanne), ainsi que par les routes départementales 105 passant à l'est de la commune et 659 reliant la N 7 à Saint-Gérand-de-Vaux.

### Climat
Pour des articles plus généraux, voir Climat d'Auvergne-Rhône-Alpes et Climat de l'Allier.
En 2010, le climat de la commune est de type climat océanique dégradé des plaines du Centre et du Nord, selon une étude du CNRS s'appuyant sur une série de données couvrant la période 1971-2000. En 2020, Météo-France publie une typologie des climats de la France métropolitaine dans laquelle la commune est exposée à un climat océanique altéré et est dans la région climatique Centre et contreforts nord du Massif Central, caractérisée par un air sec en été et un bon ensoleillement.
Pour la période 1971-2000, la température annuelle moyenne est de 10,9 °C, avec une amplitude thermique annuelle de 16,4 °C. Le cumul annuel moyen de précipitations est de 754 mm, avec 10,5 jours de précipitations en janvier et 7,4 jours en juillet. Pour la période 1991-2020, la température moyenne annuelle observée sur la station météorologique de Météo-France la plus proche, sur la commune de Paray-sous-Briailles à 7 km à vol d'oiseau, est de 11,7 °C et le cumul annuel moyen de précipitations est de 744,7 mm,. Pour l'avenir, les paramètres climatiques de la commune estimés pour 2050 selon différents scénarios d'émission de gaz à effet de serre sont consultables sur un site dédié publié par Météo-France en novembre 2022.

## Urbanisme

### Typologie
Au 1er janvier 2024, Saint-Loup est catégorisée commune rurale à habitat dispersé, selon la nouvelle grille communale de densité à 7 niveaux définie par l'Insee en 2022.
Elle est située hors unité urbaine. Par ailleurs la commune fait partie de l'aire d'attraction de Moulins, dont elle est une commune de la couronne,. Cette aire, qui regroupe 64 communes, est catégorisée dans les aires de 50 000 à moins de 200 000 habitants,.

### Occupation des sols

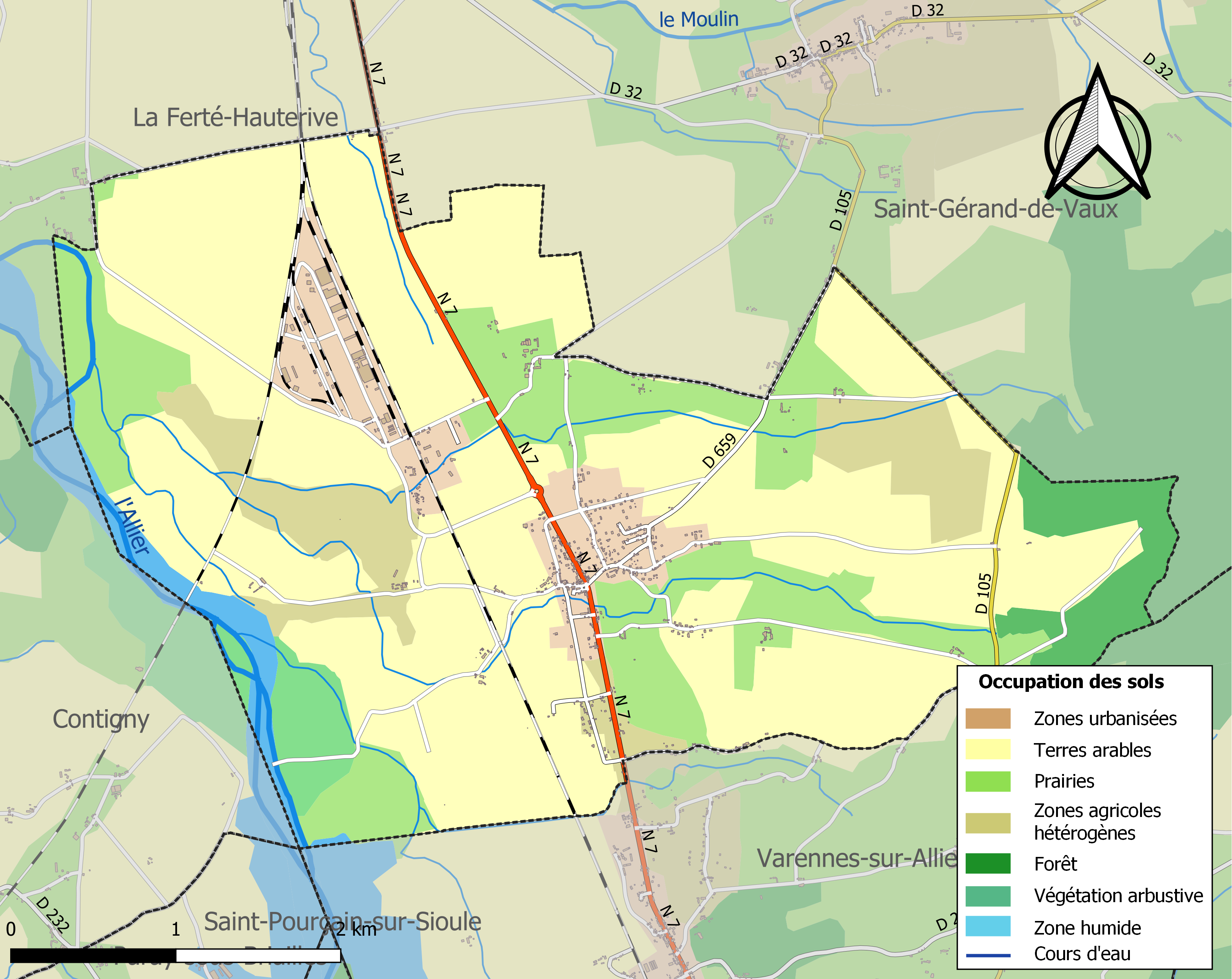
Carte des infrastructures et de l'occupation des sols de la commune en 2018 (CLC).

L'occupation des sols de la commune, telle qu'elle ressort de la base de données européenne d’occupation biophysique des sols Corine Land Cover (CLC), est marquée par l'importance des territoires agricoles (83,6 % en 2018), en diminution par rapport à 1990 (88,7 %). La répartition détaillée en 2018 est la suivante : 
terres arables (57,1 %), prairies (18,1 %), zones agricoles hétérogènes (8,4 %), zones industrielles ou commerciales et réseaux de communication (4,3 %), forêts (3,9 %), zones urbanisées (3,6 %), milieux à végétation arbustive et/ou herbacée (2,4 %), eaux continentales (2,1 %).
L'IGN met par ailleurs à disposition un outil en ligne permettant de comparer l’évolution dans le temps de l’occupation des sols de la commune (ou de territoires à des échelles différentes). Plusieurs époques sont accessibles sous forme de cartes ou photos aériennes : la carte de Cassini (XVIIIe siècle), la carte d'état-major (1820-1866) et la période actuelle (1950 à aujourd'hui).

## Histoire
La commune porta, au cours de la période révolutionnaire de la Convention nationale (1792-1795), le nom de Les Brosses.

## Politique et administration
| Période                                  | Période                   | Identité       | Étiquette | Qualité                       |
| ---------------------------------------- | ------------------------- | -------------- | --------- | ----------------------------- |
| Les données manquantes sont à compléter. |                           |                |           |                               |
| mars 2001                                | mars 2008                 | Jérôme Civade  |           |                               |
| mars 2008                                | avril 2014                | Régis Claveau  |           |                               |
| avril 2014                               | En cours (au 25 mai 2020) | Gérard Longeot |           | Retraité Réélu le 24 mai 2020 |

## Population et société

### Démographie
L'évolution du nombre d'habitants est connue à travers les recensements de la population effectués dans la commune depuis 1793. Pour les communes de moins de 10 000 habitants, une enquête de recensement portant sur toute la population est réalisée tous les cinq ans, les populations de référence des années intermédiaires étant quant à elles estimées par interpolation ou extrapolation. Pour la commune, le premier recensement exhaustif entrant dans le cadre du nouveau dispositif a été réalisé en 2007.

En 2022, la commune comptait 572 habitants, en évolution de +2,33 % par rapport à 2016 (Allier : −1,38 %, France hors Mayotte : +2,11 %).
| 1793 | 1800 | 1806 | 1821 | 1831 | 1836 | 1841 | 1846 | 1851 |
| ---- | ---- | ---- | ---- | ---- | ---- | ---- | ---- | ---- |
| 508  | 512  | 352  | 386  | 396  | 364  | 397  | 413  | 451  |

| 1856 | 1861 | 1866 | 1872 | 1876 | 1881 | 1886 | 1891 | 1896 |
| ---- | ---- | ---- | ---- | ---- | ---- | ---- | ---- | ---- |
| 474  | 505  | 552  | 555  | 527  | 501  | 520  | 530  | 509  |

| 1901 | 1906 | 1911 | 1921 | 1926 | 1931 | 1936 | 1946 | 1954 |
| ---- | ---- | ---- | ---- | ---- | ---- | ---- | ---- | ---- |
| 543  | 558  | 525  | 545  | 743  | 695  | 623  | 564  | 556  |

| 1962 | 1968 | 1975 | 1982 | 1990 | 1999 | 2006 | 2007 | 2012 |
| ---- | ---- | ---- | ---- | ---- | ---- | ---- | ---- | ---- |
| 567  | 597  | 578  | 621  | 619  | 585  | 594  | 594  | 545  |

| 2017 | 2022 | - | - | - | - | - | - | - |
| ---- | ---- | - | - | - | - | - | - | - |
| 568  | 572  | - | - | - | - | - | - | - |

## Culture locale et patrimoine

### Lieux et monuments
- Église Saint-Loup de Saint-Loup.

### Personnalités liées à la commune

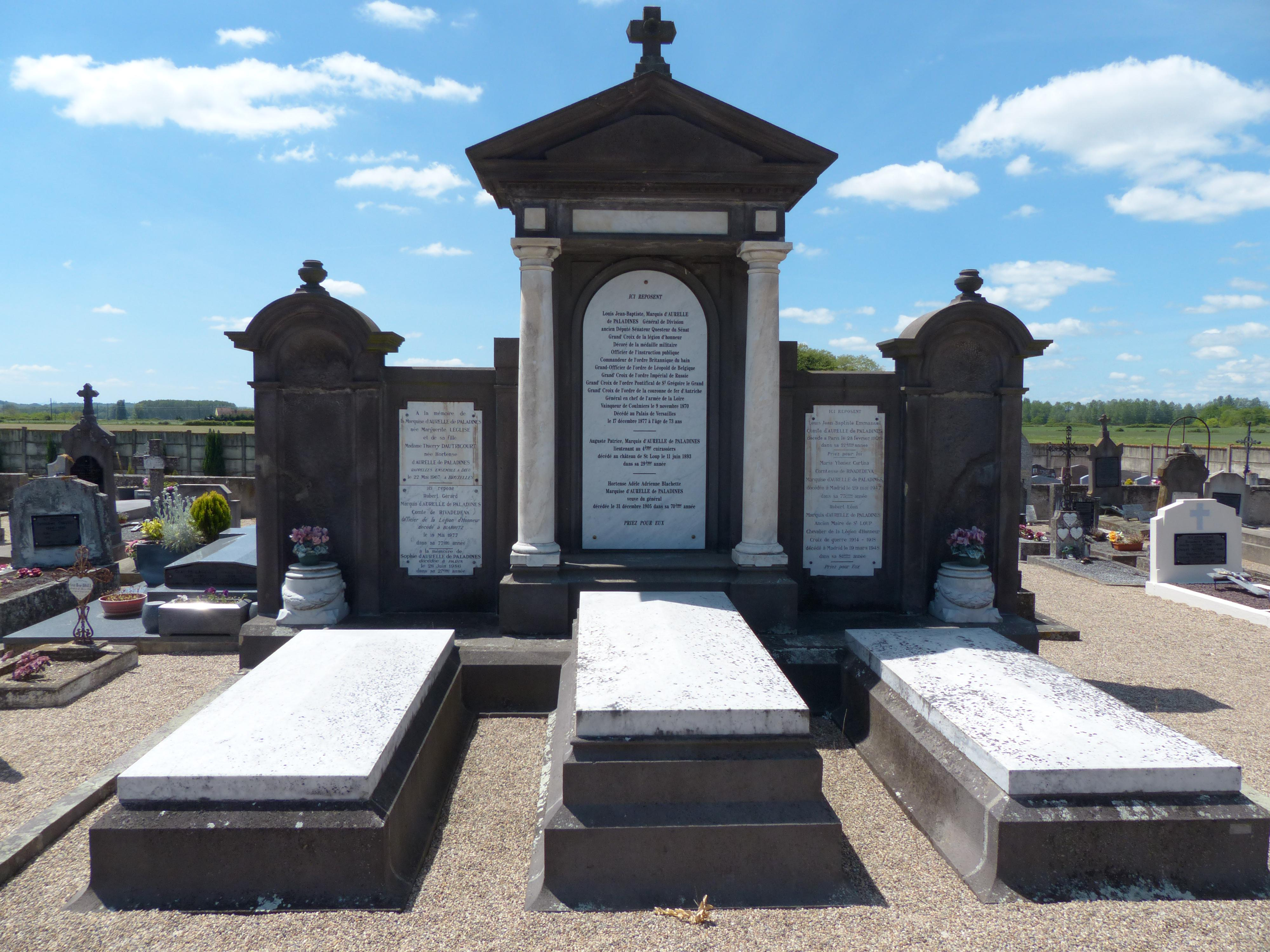
Tombe de la famille Aurelle de Paladines au cimetière de Saint-Loup (Allier).

- Le général Louis d'Aurelle de Paladines (1804-1877), député et sénateur de l'Allier, inhumé dans le cimetière de Saint-Loup.

### Héraldique
|  | Les armes de la commune se blasonnent ainsi : Coupé au 1er d’azur au loup d’or, au 2e parti en I d’or à la grenade (arme) d’azur et au II d’azur à la coquille d’or ; à la devise ondée d’argent brochant sur le coupé. |